# اسویتلووودسک
اسویتلووودسک (به اوکراینی: Світлово́дськ) شهری در استان کیرووهراد در کشور اوکراین واقع شده‌است. جمعیت این شهر ۴۳,۹۳۱ نفر (۲۰۲۱ تخمینی) است.